# Cemetery Ridge (Heard)
Cemetery Ridge (englisch für Friedhofsgrat) ist ein 30 m hoher, markanter und bewachsener Grat auf der Insel Heard im südlichen Indischen Ozean. Er ragt oberhalb des Doppler Hill im Südosten der Insel auf.
Namensgebend sind vier hier zwischen 1987 und 1988 entdeckte Gräber.